# Liebsdorf (Dahmetal)
Liebsdorf ist ein bewohnter Gemeindeteil der Gemeinde Dahmetal im Landkreis Teltow-Fläming in Brandenburg.

## Geografische Lage
Der Gemeindeteil liegt nördlich des Gemeindezentrums und dort zwischen dem westlich gelegenen Ortsteil Görsdorf und dem östlich gelegenen, weiteren Gemeindeteil Liedekahle. Die Wohnbebauung erstreckt sich entlang der Straße Liebsdorf; nördlich fließt die Dahme von Südwesten kommend in östlicher Richtung an der Siedlung vorbei. Im nordwestlichen Bereich befindet sich eine Niederungsfläche der Dahme. Die übrigen Flächen werden vorzugsweise landwirtschaftlich genutzt und durch ein Grabensystem in die Dahme entwässert.

## Geschichte und Etymologie

### 13. bis 16. Jahrhundert
Das Dorf mit allem Recht gehörte vor 1405 Günther II. von Schwarzburg, der daz dorff lupstorff mit allem Recht am 11. Februar 1412 an Martin Kalow aus Herzberg verkaufte. Von dort kam es im Jahr 1412 an das Amt Dahme. Die von Schlieben besaßen von vor 1446 bis 1596 einen Lehnmann und einen Kossätenhof (1446), die im Jahr 1446 in dem dorffe zcu Lubistorff erwähnt wurden. Später erhielten sie von ihnen wohl nur noch Geldhebungen, beispielsweise im Jahr 1532. Der Anteil wurde anschließend geteilt: Die von Hacke hielten von 1596 bis 1604 die Hälfte der Rechte, während die von Schlieben die andere Hälfte erhielten. Die von Hacke konnten 1604 beide Teile vereinen und verkauften sie 1638 an die von Löben. Anschließend fielen sie bald an den Landesherren bzw. das Amt und befanden sich 1657 nicht mehr in Lehnbesitz. Die Familie Schütz aus Dahme/Mark besaß von vor 1446 bis nach 1472 eine Wiese, die 1446 als mölwese bezeichnet wurden und anschließend ebenfalls an den Landesherren bzw. das Amt fiel. Die Bewohner zahlten um 1500 insgesamt 4 ½ Schock 13 ½ Groschen (gr) zur Anlage als Steuer. Im Jahr 1516 betrug das Aufkommen 10 Rheinische Gulden (fl) zur Steuer, 1534 waren es 6 fl 12 gr zum 50. Pfennig, die von den Bewohnern als Lupsdorff entrichtet werden mussten. Im Dorf lebten im Jahr 1551 sieben Hufner und vier Kossäten; 1562 waren es zwölf Hauswirte. Der Pfarrer erhielt 20 Scheffel Korn und drei Hühner von einem Bauern und zu Ostern zwei Eier aus jedem Haus. Der Küster bekam ein Brot und zwei Eier von jedem Nachbarn. Die Einwohner zahlten 1586 insgesamt 3 Taler 26 gr 3 Pfennig (d) zum 70. Pfennig an Abgaben. In den Jahren 1595/1596 wurden elf Einwohner gezählt, darunter ein Schulze und ein Hirte, die dem Amt Dahme Michaelisschoß zweimal 3 Taler, zweimal 2 Taler 4 gr 6 d, einmal 2 Taler 3 gr, einmal 1 Taler 18 gr, einmal 1 Taler 12 gr, einmal 1 Taler 6 gr, einmal 12 gr, einmal 9 gr und einmal 4 gr zahlten.

### 17. Jahrhundert
Um 1600 lebten im Dorf nach wie vor zwölf Hauswirte. Die Bezeichnung änderte sich im Jahr 1609 auf Lübßdorff. Um 1625 besaß der Schulze zwei Lehnhufen, ein Lehnbauer bewirtschaftete 1 ½ Hufe; fünf Dienstbauern besaßen zusammen 7 ½ Hufen. Es gab vier Gärtner und einen Häusler, die jedoch keinen Acker besaßen. Die Gemarkung war insgesamt elf Hufen groß, wurde aber als wenig ertragreich bezeichnet. Im Jahr 1638 lebten im Dorf sechs Bauern und zwei Gärtner; zwei Gärtnerhöfe lagen wüst. Ihre Lage verschlechtere sich in den Folgejahren offenbar, denn 1646 waren sie gezwungen, ihren Lebensunterhalt außerhalb des Dorfes zu bestreiten. Im Dreißigjährigen Krieg gab es im Jahr 1653 fünf Bauerngüter, von denen eines wüst war. Von den drei Gärtner waren zwei Stellen besetzt. Eine Statistik aus dem Jahr 1658 führte den Lehnschulzen mit zwei Lehnhufen auf. Ein Lehngut war 1 ½ Hufen groß; hinzu kamen vier Bauerngüter mit einmal 2 Hufen und dreimal 1 ½ Hufen Größe. Die drei Gärtner besaßen je einen Garten. Ein Bauerngut mit einer Hufe, ein Gärtner und der Häusler lagen nach wie vor wüst. In einer weiteren Statistik aus dem Jahr 1663 wurden neun Mann, eine Witwe, acht Weiber, zwei mündige Söhne, zehn unmündige Söhne und 16 unmündige Töchter aufgeführt. Im Folgejahr gab es den Lehnschulzen, ein Lehnbauern, vier Handdienstbauern und drei Gärtner. Das Bauerngut, die Gärtnerstelle sowie eine Budenstelle waren immer noch nicht besetzt. Der Pfarrer erhielt im Jahr 1665 vom Schulzen zwei Scheffel Korn sowie von jedem Hufner drei Scheffel; von einem jedoch nur zwei Scheffel. Der Küster bekam von jedem Wirt ein Brot auf Michaelis und zu Ostern etwas Fladen.

### 18. Jahrhundert
Eine Statistik aus dem Jahr 1713 führte für Liebsdorf den Lehnschulzen mit zwei Hufen auf. Er besaß auch die Schenke, hatte einen Sohn als Knecht, einen Knecht, eine Tochter als Magd und eine weitere eine Tochter. Der Eineinhalbhufner besaß ein Lehngut, hatte eine Tochter als Magd, einen Knecht und zwei Töchter. Der Amtslehnmann hieß zu dieser Zeit Martin Neumann. Nach seinem Tod übernahm der Schwiegersohn, Michael Seehauß, dessen Lehngut. Der Zweihufner hatte eine Tochter, der Eineinhalbhufner einen Häusler. Ein anderer Eineinhalbhufner hatte einen Sohn als Knecht, ein anderer einen Sohn als Knecht und eine Magd. Ein Einhufner hatte eine Schwester als Magd. Von den drei Kossäten hatte einer einen Bruder als Knecht, einer eine Schwester als Magd sowie der dritte eine Tochter als Magd. Es gab einen Häusler, einen Hirtenknecht mit sieben Schafen und einen Papiermüller mit zwei Töchtern. Für 1722 sind sieben Bauern einschließlich des Schulzen, drei Kossäten, ein Häusler, eine kleine Schenke und eine Laufschmiede verzeichnet. Die Bewohner betrieben auf elf Hufen elf Feuerstätten (=Haushalte). Im Jahr 1746 lebten im Dorf zwei Lehnleute, von denen der Lehnschulze zwei Hufen bewirtschaftete und die weitere Person 1 ½ Hufen. Es gab weiterhin fünf Bauern, zwei Kossäten und einen Häusler. Die Bewohner waren bis 1978 nach Wildau eingekircht. Als die Pfarrwohnung in Wildau repariert werden musste, wurden die Bewohner daher 1750 zu einem Beitrag aufgefordert. Die Pfarre hatte sich 1751 das Recht auf ein Lehnpferd einräumen lassen, falls der Schulze sterben sollte. Dies führte zu einer Auseinandersetzung zwischen dem Amt und der Pfarre. Ein Schneider erschien im Jahr 1768. Eine Statistik aus dem Jahr 1777 führte Liebsdorf elf angesessene Einwohner auf: sieben Hufner, zwei Kossäten und zwei Häusler. Es gab außerdem ein Hirtenhaus, das als unbewohntes bzw. publikes Haus geführt wurde. Im Jahr 1793 lebten im Dorf zwei Zweihufner (darunter der Schulze), vier Eineinhalbhufner, ein Kossät mit einer Hufe, zwei weitere Kossäten und zwei Häusler. Der Amtsverwalter aus Dahme/Mark, Johann Siegmund Herrmann, verklagte im Jahr 1799 die Spannfrönner aus Liebsdorf und Wildau, da diese sich weigerten, Wollfuhren durchzuführen.

### 19. Jahrhundert
Im Jahr 1816 erschien ein Laufschmied im Dorf, dessen Schreibweise sich im Jahr 1818 zu Liebsdorf veränderte. Im Folgejahr gab es zehn Webstühle auf Leinwand sowie einen männlichen und zwei weibliche Dienstboten. Eine Statistik von 1821 führte sieben Hufner auf: den Lehnschulzen, zwei Zweihufner, vier Eineinhalbhufner und einen Einhufer; hinzu kamen zwei Kossäten und zwei Häusler. Einer dieser Eineinhalbhufner hieß zu Beginn des 19. Jahrhunderts Gottlieb Seehaus. Im Dorf standen 1837 insgesamt 12 Wohnhäuser. Der Lehrer Grünefeld aus Görsdorf zeigte 1846 den Gerichtsschöppen und Schulvorsteher Arraß aus Liebsdorf an, da dieser aus Sicht des Lehrers unbefugt in das Schulgebäude eingedrungen sei. Die Gemarkung war im Jahr 1858 insgesamt 1826 Morgen (Mg) groß: 32 Mg Gehöfte, 667 Mg Acker, 75 Mg Wiese, 107 Mg Weide, 405 Mg Wald; darauf standen 12 Wohn- und 34 Wirtschaftsgebäude. Im Zuge der Separation kam es 1885 zu einem Rezess. Zuvor war 1862 bereits über die Hütungsrechte verhandelt worden.

### 20. Jahrhundert
Zur Jahrhundertwende war Liebsdorf 336,9 Hektar (ha) groß und bestand aus 14 Häusern. Es gab einen Häusler, vier Hufner, einen Hufner und Gemeindevorsteher, drei Kossäten sowie einen Schmiedemeister und Holzhändler. Der Bewohner Max Seehaus erhielt Anfang des 20. Jahrhunderts ein Darlehen für den Bau seines Eigenheism. Das Dorf wurde 1931 Landgemeinde mit 13 Wohnhäusern und 13 Haushaltungen auf einer Fläche von 336,7 ha. Im Jahr 1939 gab es fünf land- und forstwirtschaftliche Betriebe mit einer Fläche zwischen 20 und 100 ha. Fünf Betriebe waren zwischen 10 und 20 ha, vier zwischen 5 und 10 ha sowie einer zwischen 0,5 und 5 ha groß.
Nach dem Zweiten Weltkrieg wurden im Rahmen der Bodenreform 63,8 ha enteignet: 29,8 ha Acker, 3 ha Wiese und Weide, 31 ha Wald und 10 ha Waldzulage aus Görsdorf. Davon gingen 15,2 ha an zwei landarme Bauern, 32,5 ha an drei Umsiedler, 6 ha Waldzulage an zwei Altbauern und 10 ha Wald an die Gemeinde. Im Jahr 1950 erfolgte die Eingemeindung nach Görsdorf als Ortsteil. Im Jahr 1959 gab es eine LPG vom Typ III mit zunächst 24 Mitgliedern und 111 ha landwirtschaftlicher Nutzfläche. Sie wuchs bis zum Jahr 1960 auf 154 ha Fläche an und schloss sich 1968 mit der LPG Typ III Görsdorf zusammen. Die Liebsdorfer wurden ab 1978 von Görsdorf aus seelsorgerisch betreut.

### Bevölkerungsentwicklung
| Jahr      | 1815 | 1817 | 1837 | 1858 | 1871 | 1895 | 1895 | 1905 | 1925 | 1939 | 1946 |
| Einwohner | 56   | 61   | 76   | 76   | 85   | 84   | 76   | 88   | 66   | 59   | 78   |

## Kultur und Sehenswürdigkeiten
- Das Gebäude in der Straße Liebsdorf 1 steht unter Denkmalschutz.